# ابوالقاسم سحاب
ابوالقاسم سحاب (زاده ۱۲۶۶ فم تفرش - درگذشته ۱۳۳۵ تهران)، پژوهشگر برجسته علوم انسانی در ایران بود.

## زندگی
در ۱۹ فروردین سال ۱۲۶۶ شمسی در یک خانواده دهقانی در قریه فم تفرش متولد شد. در سه سالگی به مکتب‌خانه آخوند ملاحسین شاهمیری رفت و با استعداد شگرفی که داشت در مدت کوتاهی دروس مقدماتی را فرا گرفت. سپس در محضر دیگر علمای تفرش امامی و سید علی اکبر سجادی به فراگرفتن فقه و اصول و زبان‌های عربی و فرانسه اهتمام کرد. او خطی خوش و طبعی روان داشت. با کمک رجال تفرش دبیر لشکر و سناء الدوله در صدسال پیش مدرسه‌ای دخترانه در تفرش تأسیس کرد. در ۲۰ سالگی با دخترخاله‌اش ازدواج کرد.

## فعالیت‌ها
در سال ۱۲۹۰ با انتقال به تهران و ادامه تحصیل موفق به تدریس در مدرسه آلیانس گردید. ابوالقاسم سحاب که شغل معلمی را برگزیده بود به کار تدریس و پژوهش ادامه داد و به استخدام وزارت معارف درآمد. در ۱۲۹۹ به تقاضای شیخ جلال نهاوندی به ریاست معارف ثلاث (ملایر و نهاوند و تویسرکان) برگزیده شد.
پس از بازگشت از نهاوند در دانشسرای عالی و مدارس بزرگ تهران مشغول بکار شد. این دوره از زندگانی سحاب بیشتر صرف مطالعه و تألیف آثار ارزشمند وی شد. معاشرت با فرهیحتگان آن زمان از جمله محمدتقی فخر داعی گیلانی، علی اکبر دهخدا، امیر رضوانی، محمود حسابی، محیط طباطبایی و دیگران موجب شکوفایی بیشتر او شد و ضمن آغاز فعالیت‌های مطبوعاتی با نگارش مقالات و اشعار برای نشریات داخل و خارج کشور آثار ارزشمندی از خود برجای گذاشت.
سحاب به زبانهای عربی، فرانسه، انگلیسی و آلمانی آشنائی داشت و در اواخر عمر به یادگیری زبان روسی نزد فاطمه سیاح پرداخت. ترجمه‌های مقالات و کتب از زبانهای مختلف به فارسی نشان از تسلط وی به زبانهای بیگانه دارد.

## آثار
از وی بیش از ۷۲ عنوان کتاب که برخی از آن‌ها در چند مجلد تألیف شده باقی مانده‌است. از جمله این آثار:
- فرهنگ خاورشناسان
- مفتاح الاعلام در شرح حال دانشمندان و شخصیت‌های علمی و ادبی در ۷ مجلد
- زندگانی حضرت ابی‌عبدالله الحسین سیدالشهداء (ع)
- زندگانی حضرت علی بن موسی الرضا (ع)
- زندگانی شاه عباس کبیر
- تاریخ مدرسه عالی سپهسالار
- تاریخ نقاشی در ایران
- تاریخ حبشه
- تاریخ زندگانی امامان شیعه (ع) در چند مجلد
- شرح حال وزرای ایران، از اعتضاد السلطنه تا دکتر محمود حسابی
- تذکره دانشکده در شرح حال بزرگان از قرن اول تا ۱۴ هجری در ۲ جلد
- تاریخ عمومی قرن ۱۴ هجری
- تاریخ زندگانی من در ۴ دفتر از انقلاب مشروطیت تا ۱۳۲۰ ش
- گلچین سحاب (دیوان اشعار)
- سفرنامه عتبات
- تاریخ تربیت عمومی در جهان
- تاریخ ایران، کتاب درسی برای کلاس ۵ و ۶ ابتدائی
- زنان اسلام
- ترجمه تاریخ قرآن
- ترجمه فلسفه و اسرار حج
- ترجمه احوال و آثار ابن سینا
- ترجمه هنر اسلامی
- ترجمه یک کتاب حساب از فرانسوی
- ترجمه یک کتاب هندسه ار فرانسوی
- ترجمه جغرافیای کارپنتر در ۶ جلد از انگلیسی
- ترجمه رساله حی‌بن‌یقظان
- ترجمه احیاءالعلوم

## مرگ و میراث
وی در ۲۱ دیماه ۱۳۳۵ شمسی در تهران فوت کرد و پیکرش را در صحن حرم معصومه در قم به خاک سپردند. از جمله کارهای بزرگ او تأسیس مؤسسه جغرافیایی و کارتوگرافی سحاب در سال ۱۳۱۵ شمسی با همکاری فرزندش عباس سحاب بود که اکنون با مدیریت محمدرضا سحاب (نسل سوم خاندان سحاب) و کمک همسر و فرزندانش اداره می‌شود و فعالیت گسترده‌ای در زمینه تهیه نقشه‌ها و انتشارات تاریخ و جغرافیا برعهده دارد.